# Diana Munz
Diana Marie Munz, nach Heirat Diana Marie DePetro, (* 19. Juni 1982 in Cleveland) ist eine ehemalige Schwimmerin aus den Vereinigten Staaten. Sie gewann je eine olympische Gold-, Silber- und Bronzemedaille. Bei Schwimmweltmeisterschaften erhielt sie zwei Gold-, drei Silber- und zwei Bronzemedaillen.

## Sportliche Karriere
Bei den Pan Pacific Swimming Championships 1997 in Fukuoka gewann Munz die Bronzemedaille über 400 Meter Freistil und die Silbermedaillen über 800 Meter und über 1500 Meter Freistil. Im Jahr darauf bei den Schwimmweltmeisterschaften 1998 in Perth belegte Munz den sechsten Platz über 400 Meter Freistil. Über 800 Meter Freistil gewann sie die Silbermedaille hinter ihrer Landsfrau Brooke Bennett. Bei den Olympischen Spielen 2000 in Sydney erreichte Munz im Vorlauf über 400 Meter Freistil die viertbeste Zeit. Im Finale gewann Brooke Bennett vor Diana Munz und Claudia Poll aus Costa Rica. Drei Tage nach dem 400-Meter-Wettbewerb qualifizierte sich die 4-mal-200-Meter-Freistilstaffel mit Samantha Arsenault, Julia Stowers, Kim Black und Diana Munz mit der schnellsten Vorlaufzeit für das Finale. Im Finale schwamm die Staffel mit Arsenault, Munz, Lindsay Benko und Jenny Thompson zur Goldmedaille vor den Australierinnen und den Deutschen.
Bei den Schwimmweltmeisterschaften 2001 in Fukuoka gewann Munz über 800 Meter Freistil die Silbermedaille hinter der Deutschen Hannah Stockbauer. In der 4-mal-200-Meter-Freistilstaffel wurde die US-Staffel mit Diana Munz genau wie die australische Staffel im Finale disqualifiziert. Über 1500 Meter Freistil siegte Hannah Stockbauer vor der Schweizerin Flavia Rigamonti, dahinter erschwamm Diana Munz die Bronzemedaille. Im Jahr darauf bei den Pan Pacific Swimming Championships 2002 in Yokohama gewann Diana Munz vier Goldmedaillen. Sie siegte mit der 4-mal-200-Meter-Freistilstaffel sowie über 400 Meter, 800 Meter und über 1500 Meter Freistil, lediglich über 200 Meter Freistil erhielt sie als Fünfte keine Medaille. 2003 fanden die Weltmeisterschaften in Barcelona statt. Über 400 Meter Freistil erkämpfte Munz die Bronzemedaille hinter Hannah Stockbauer und der Ungarin Éva Risztov. Auch über 800 Meter Freistil siegte Stockbauer, hier erhielt Munz die Silbermedaille. Über 1500 Meter Freistil belegte Munz den fünften Platz. Die 4-mal-200-Meter-Freistilstaffel der Vereinigten Staaten mit Lindsay Benko, Rachel Komisarz, Rhiannon Jeffrey und Diana Munz gewann das Finale vor den Staffeln aus Australien und China. Zum Abschluss ihrer Karriere trat Diana Munz bei den Olympischen Spielen 2004 in Athen über die 800-Meter-Freistilstrecke an. Sie erreichte das Finale mit der viertschnellsten Zeit der Vorläufe. Im Finale siegte die Japanerin Ai Shibata vor der Französin Laure Manaudou. Munz erschwamm die Bronzemedaille knapp vor ihrer Landsfrau Kalyn Keller.
Die 1,62 m große Diana Munz schwamm für die Lake Erie Silver Dolphins.